# Xanthopimpla pseudosternata
Xanthopimpla pseudosternata (лат.) — вид перепончатокрылых наездников-ихневмонид рода Xanthopimpla из подсемейства Pimplinae (Ichneumonidae). 

## Распространение
Вьетнам (Chu Yang Sin NP, Dak Lak Province).

## Описание
Среднего размера перепончатокрылые насекомые. Основная окраска жёлтая с небольшими чёрными пятнами. Длина тела 10,5 мм, переднего крыла 9,5 мм. Затылочная область жёлтая; латеральная чёрная отметина на среднеспинке соединяется сзади с чёрной отметиной впереди щитика; основание задних тазиков с чёрным пятном спереди; тергиты метасомы густо, грубо пунктированы; нижняя створка яйцеклада с шестью небольшими рёбрами на вершине; ножны яйцеклада в 1.1x задней голени. Лимонно-жёлтый наездник; усики чёрные, наружная сторона скапуса, педицель, первые два жгутика жёлтые; чёрное глазковое поле доходит до лба; задний склон головы с двумя соединенными чёрными пятнами; среднеспинка с латеральной чёрной отметиной удлиненная, соединяется сзади с чёрной отметиной впереди щитика; тегула коричневая и прозрачная; мезэпистерна с двумя косыми черноватыми пятнами; проподеум с первым латеральным полем, основанием area superomedia и вторым латеральным полем чёрными; передние бёдра с коричневой полосой сзади; средний вертлуг отмечен коричневым; средние бёдра и голени с коричневыми полосами сзади; базальные 0.15 средних голеней черноватые; задние тазики с двумя чёрными пятнами спереди и одним маленьким коричневым пятном сзади; вертлуг отмечен чёрным, задние бёдра и голени с чёрными отметинами на передней и задней сторонах; базальные 0.2 задних голеней и 4–5 задних члеников лапок чёрные; крылья прозрачные, края затемненные, птеростигма и жилки темно-коричневые, кроме базальных 0.6 ребра желтоватые; тергиты 1–6 с чёрными пятнами, тергит 7 с черной перевязью. Предположительно, как и близкие виды паразитирует на гусеницах и куколках бабочек (Lepidoptera). Вид был впервые описан в 2011 году энтомологами из Вьетнама (Nhi Thi Pham; Institute of Ecology and Biological Resources, 18 Hoang Quoc Viet, Ханой, Вьетнам), Великобритании (Gavin R. Broad; Department of Entomology, Natural History Museum, Лондон, Великобритания), Японии (Rikio Matsumoto; Osaka Museum of Natural History, Осака, Япония) и Германии (Wolfgang J. Wägele; Zoological Reasearch Museum Alexander Koenig, Бонн, Германия). Xanthopimpla pseudosternata сходен с подвидом Xanthopimpla attenuata sternata Townes & Chiu отличаясь по более короткому футляру яйцеклада (1,1x задней голени против 1,25x) и яйцекладу нормальных пропорций (не особо стройная). Более того, новый вид имеет мелкие и крупные точки на мезоплеврах, длинную отчетливую вдавленные стерниты и полностью жёлтую метаэпистерну.